# إسبانيا في الألعاب الأولمبية الشتوية 1972
شارك إسبانيا في دورة الألعاب الأولمبية الشتوية 1972، التي أقيمت في سابورو باليابان، في الفترة الممتدة من 3 فبراير حتى 13 فبراير، بوفد قوامه 3 رياضيون (2 رجال، 1 نساء) في لعبة واحدة.
حصد إسبانيا ميدالية ذهبية واحدة في هذه الدورة محتلاً المرتبة 13 في الترتيب النهائي بين 35 دولة مشاركة.

## قائمة الميداليات
| الميدالية | الرياضي                   | المنافسة                      | المسابقة           |
| ذهبية     | فرانثيسكو فرنانديث أوتشوا | التزلج على المنحدرات الجليدية | سباق التعرج - رجال |